# Семено-Оленинское
Семёно-Оленинское — деревня в Рязанском районе Рязанской области. Входит в Семёновское сельское поселение.

## География
Находится в центральной части Рязанской области на расстоянии приблизительно 7 км на юго-запад по прямой от вокзала станции Рязань II.

## История
На карте 1797 года деревня уже была отмечена. На карте 1850 года показана как поселение с 5 дворами. В 1859 году здесь (тогда территория Рязанского уезда Рязанской губернии) было учтено 11 дворов, в 1897 — 21. В последние годы в деревне заработал спортивно-развлекательный комплекс.

## Население
Численность населения: 172 человека (1859 год), 31 (1897), 38 в 2002 году (русские 100 %), 49 в 2010.